# 馬茨庫利
47°7′24″N 29°55′38″E / 47.12333°N 29.92722°E
馬茨庫利（烏克蘭語：Мацкули）是位於烏克蘭西南部的村莊，由敖德萨州羅茲季利納區的新博里西夫卡市鎮負責管轄。該村始建於1892年，面積0.41平方公里，海拔高度135米，2001年人口85，人口密度每平方公里206.81人。